# Drăgănești-Olt
Drăgănești-Olt es una ciudad con estatus de oraș de Rumania en el distrito de Olt.

## Geografía
Se encuentra a una altitud de 79 m s. n. m. a 212 km de la capital, Bucarest.

## Demografía
Según estimación 2012 contaba con una población de 12 883 habitantes.
| 1948 | 1956 | 1966 | 1977   | 1992   | 2002   | 2012   |
| s/d  | s/d  | s/d  | 11 059 | 13 079 | 12 195 | 12 883 |